# Panagís Tsaldáris
 (décembre 2023).
Si vous disposez d'ouvrages ou d'articles de référence ou si vous connaissez des sites web de qualité traitant du thème abordé ici, merci de compléter l'article en donnant les références utiles à sa vérifiabilité et en les liant à la section « Notes et références ».
Panagís Tsaldáris (ou Panagiótis Tsaldaris, Panayótis Tsaldáris, en grec moderne : Παναγής Τσαλδάρης) est un homme politique grec né en 1868 et décédé en 1936. 

## Biographie
Il étudie le droit à l'université nationale capodistrienne d'Athènes, puis à Berlin et à Paris. Il retourne ensuite en Grèce pour y être avocat. Il entre en politique en 1910, où il est élu député au Parlement hellénique. Il reste député jusqu'à sa mort en 1936. En 1915, il prend parti pour le roi Constantin Ier dans sa lutte contre Elefthérios Venizélos, et devient ministre de la justice dans le gouvernement de Dimítrios Goúnaris.
Avec le retour au pouvoir de Venizélos et l'exil du roi, Panagís Tsaldáris est emprisonné puis exilé dans diverses îles de la mer Égée.
Après les élections de 1920 et la victoire surprise du Parti du peuple, Tsaldáris est nommé successivement ministre de l'intérieur et ministre des transports publics, dans les gouvernements de Dimítrios Rállis et Nikólaos Kalogerópoulos. Il est à nouveau ministre des Transports publics dans le gouvernement de Dimítrios Goúnaris.
Après l'exécution de Goúnaris, Tsaldáris est élu chef du Parti du peuple en 1922. Pendant la dictature de Theódoros Pángalos, Tsaldáris  lutte contre le régime militaire.
Après les élections de 1926, Tsaldáris  participe au gouvernement d'unité nationale d'Aléxandros Zaïmis en tant que ministre de l'économie, ministre de l'éducation et ministre de l'intérieur, mais démissionne en août 1927 à cause d'un désaccord concernant la politique monétaire du pays.
Au cours de la période dominée par le Parti libéral (en grec moderne : Φιλελεύθερων Κόμμα) (1928-1932), Tsaldáris exerce une rude opposition en tant que chef du second parti de Grèce. Ainsi, en 1932, il refuse la proposition de Venizélos de former un gouvernement d'unité nationale.
Panagís Tsaldáris devient Premier ministre en 1932. Renversé, il forme un second gouvernement en mars 1933 après sa victoire aux élections. La réputation de son gouvernement est entachée par la tentative d'assassinat d'Elefthérios Venizélos. Bien que Tsaldáris ne soit pas impliqué, des membres de son parti sont reconnus coupables. De plus, des membres de son parti réclament le retour du roi Georges en exil : Tsaldáris refuse, ce qui provoque de nouveaux troubles militaires.
Il est membre de la franc-maçonnerie.
Il meurt le 17 mai 1936.

## Note
1. ↑  Evstathiou Diakopoulou, O Tektonismos stin Ellada (La Franc-Maçonnerie en Grèce), Ionios Philosophiki, Corfou, 2009, p. 297.